# Sven Bunnel
Sven Rune Bunnel, född 19 maj 1929 i Borås, död 1 november 2004 i Åhus, var en svensk tecknare och grafiker.
Bunnel bedrev självstudier under resor till Spanien. Han tilldelades Kristianstads kommuns kulturstipendium 1965 och Skånes konstförenings stipendium 1966. Bunnel är representerad vid Moderna museet, Kristianstads museum, Helsingborgs museum och i Gustav VI Adolfs konstsamling.